# Prasert Pattawin
Prasert Pattawin (thailändisch ประเสริฐ ปัตวิน, * 20. Oktober 1992) ist ein thailändischer Fußballspieler.

## Karriere
Prasert Pattawin spielt seit mindestens 2019 beim Nakhon Pathom United FC. Wo er vorher gespielt hat, ist unbekannt. Der Verein aus Nakhon Pathom spielte in der dritten Liga, der Thai League 3, in der Lower Region. Ende 2019 wurde er mit dem Klub Meister der Liga und stieg somit in die zweite Liga auf. Für Nakhon Pathom bestritt er 2020 neun Zweitligaspiele. Nachdem sein Vertrag Ende 2020 nicht verlängert worden war, wechselte er zum Drittligisten Muangkan United FC nach Kanchanaburi. Mit Muangkan spielte er in der Western Region der Liga. Am Ende der Saison wurde er mit dem Verein Meister der Region. In den Aufstiegsspielen zur zweiten Liga wurde belegte man den zweiten Platz und stieg somit in die zweite Liga auf. Im Sommer 2021 wechselte er in die dritte Liga, wo er sich in der Hauptstadt Bangkok dem Kasem Bundit University FC anschloss. Mit Kasem Bundit spielte er in der Bangkok Metropolitan Region der Liga. Nach der Hinserie 2023/24 wurde sein Vertrag im Dezember 2023 nicht verlängert.

## Erfolge
Nakhon Pathom United FC
- Thai League 3 – Lower: 2019  ▲

Muangkan United FC
- Thai League 3 – West: 2020/21
- Thai League 3 – National Championship: 2020/21 (2. Platz)  ▲